# Рівномірно розподілена послідовність
Рівномірно розподілена послідовність — нескінченна послідовність дійсних чисел {\displaystyle s_{1},s_{2},\dots ,s_{n},\dots } із заданого інтервалу {\displaystyle (a;b)} ({\displaystyle a<b}), в якій у будь-якому ненульовому відрізку {\displaystyle (c;d)} ({\displaystyle c<d}) частка елементів, що потрапляють у цей відрізок, прямує до відношення довжини відрізка {\displaystyle (c;d)} до довжини інтервалу {\displaystyle (a;b)}:
{\displaystyle \lim _{n\to \infty }{{\frac {\varphi _{n}(c,d)}{n}}={{d-c} \over {b-a}}}},
де {\displaystyle \varphi _{n}(c,d)} — кількість чисел із {\displaystyle s_{1},\dots ,s_{n}}, що потрапили в {\displaystyle (c;d)}.
Розбіжністю Dn для послідовності {\displaystyle s_{1},s_{2},\dots ,s_{n},\dots } на відрізку {\displaystyle [a;b]} називають величину
{\displaystyle D_{n}=\sup _{a\leq c\leq d\leq b}\left\vert {{\frac {\varphi _{n}(c,d)}{n}}-{\frac {d-c}{b-a}}}\right\vert .}
Послідовність виявляється рівнорозподіленою, якщо розбіжність Dn прямує до нуля при n, що прямує до нескінченності.
Рівномірний розподіл — досить слабкий критерій для вираження того факту, що послідовність заповнює відрізок, не залишаючи прогалин. Для отримання строгіших критеріїв і для побудови послідовностей, які рівномірно розподілені, див. послідовність із низькою розбіжністю.
Ключовим результатом щодо рівномірно розподілених послідовностей є теорема Вейля про рівномірний розподіл.